# Matthew W. Mungle
Matthew W. Mungle (Atoka, 26 de outubro de 1956) é um maquiador estadunidense. Venceu o Oscar de melhor maquiagem e penteados na edição de 1993 por Bram Stoker's Dracula, ao lado de Michèle Burke e Greg Cannom.